# Ocean's Heart
Ocean's Heart är det finländska power metal-bandet Dreamtales andra studioalbum, utgivet i september 2003 på Spinefarm Records och i Japan på Avalon i juni samma år.
Albumet var bandets första och enda med sångaren Tomi Viiltola.

## Låtlista
1. "Ocean's Heart" – 1:18
2. "Chosen One" – 3:37
3. "Angel Eyes" – 5:10
4. "Fool's Gold" – 3:52
5. "Two Hundred Men" – 5:32
6. "The Awakening" – 3:28
7. "Tears" – 5:18
8. "Garden of Eternity" – 4:15
9. "My Only Wish" – 4:49
10. "If You Will Go" – 5:22
11. "Rising Wind" – 5:34
12. "Return to the Sea" – 7:29
13. "Whisper" – 1:51

Bonusspår på den japanska utgåvan
1. "Wasteland" – 6:58

## Medverkande
Musiker
- Tomi Viiltola – sång
- Rami Keränen – gitarr, bakgrundssång
- Esa Orjatsalo – gitarr, synthesizer
- Pasi Ristolainen – basgitarr
- Turkka Vuorinen – keyboard
- Petteri Rosenbom – trummor

Bidragande musiker
- Sanna Natunen – sång, bakgrundssång
- Rainer Nygård – sång
- Pasi Ristolainen – berättarröst

Produktion
- Samu Oittinen – producent, inspelningstekniker, mixning
- Mika Jussila – mastering
- Janne Pitkänen – omslagskonst
- Tero Junkkila – logotyp
- Toni Härkönen – foto